# Experimenter
Experimenter is een Amerikaanse biografische dramafilm uit 2015, geschreven en geregisseerd door Michael Almereyda. De film ging in wereldpremière op 25 januari op het Sundance Film Festival.

## Verhaal
In 1961 voerde sociaal psycholoog Stanley Milgram een opzienbarend wetenschappelijk experiment uit over gehoorzaamheid. Hij vroeg aan mensen om elektrische schokken te sturen naar een vreemde die vastgebonden zat op een stoel in een andere kamer. Tegen hun eigen geweten in gehoorzaamden 65% van de proefpersonen en dachten ze dat ze de persoon in de andere kamer schokken gaven. In werkelijkheid werden geen schokken uitgedeeld maar werd telkens een opname van pijnkreten afgespeeld.

## Rolverdeling
| Acteur          | Personage            |
| --------------- | -------------------- |
| Peter Sarsgaard | Stanley Milgram      |
| Winona Ryder    | Sasha Menkin Milgram |
| Jim Gaffigan    | James McDonough      |
| Kellan Lutz     | William Shatner      |
| Taryn Manning   | Mrs. Lowe            |
| John Leguizamo  | Taylor               |